# Stine Skogrand
Stine Ruscetta Skogrand, née le 3 mars 1993 à Bergen, est une handballeuse internationale norvégienne qui évolue au poste d'ailière droite.

## Biographie
Skogrand débute en équipe nationale en avril 2013, face à la Corée du Sud.
En 2015, elle remporte le championnat du monde au Danemark en battant les Pays-Bas en finale.

## Palmarès

### En sélection
Jeux olympiques
- médaille de bronze aux Jeux olympiques de 2020 à Tokyo

championnat du monde
- finaliste du championnat du monde 2017
- vainqueur du championnat du monde 2015

championnat d'Europe
- vainqueur du championnat d'Europe 2016
- vainqueur du championnat d'Europe 2020

autres
- finaliste du championnat du monde jeunes en 2010[2]
- troisième du championnat d'Europe jeunes en 2009[3]